# Jane Eyre (2011)
Jane Eyre ist ein britisches Romantikdrama aus dem Jahr 2011 mit Mia Wasikowska und Michael Fassbender in den Hauptrollen. Die Regie führte Cary Joji Fukunaga, das Drehbuch stammt von Moira Buffini und basiert auf dem 1847 von Charlotte Brontë verfassten gleichnamigen Roman.
Der Film lief am 11. März 2011 in den amerikanischen und am 9. September in den britischen und irischen Kinos an. Deutscher Filmstart war am 1. Dezember 2011.

## Handlung
Der Film beginnt mit den Bildern einer jungen Frau, die unter Tränen bei Tagesanbruch von einem großen Anwesen flieht. Sie wird bei ihrer Flucht von einem starken Unwetter überrascht und gelangt an ein Haus in der Einöde. Dieses gehört Mr. St. John Rivers und seinen Schwestern. Sie nehmen die unterkühlte, erschöpfte und völlig durchnässte Frau auf, die sich unter falschem Namen in den Haushalt einfügt.
Die junge Frau ist Jane Eyre. In einer Rückblende wird ihre Jugend gezeigt. Nach dem Tod ihrer Eltern wird sie als Waise von der Frau ihres Onkels aufgenommen, die dem kleinen Mädchen keinerlei Beachtung oder Liebe zuteilwerden lässt. Eines Tages wird sie auf ein Mädcheninternat geschickt, wo Psychoterror, Demütigungen und Schläge auf der Tagesordnung stehen. Sie freundet sich mit Helen an, die jedoch nach geraumer Zeit an Tuberkulose stirbt. Der sensiblen Jane wurde nun auch der letzte Halt in ihrem Leben genommen.
Nun wird die eigentliche Geschichte von Jane Eyre beleuchtet. Als junge, erwachsene Frau kann Jane das Internat verlassen, wo sie selbst einige Zeit als Lehrerin gedient hat. Sie nimmt eine Arbeitsstelle als Gouvernante auf Thornfield an, wo sie von der Haushälterin Mrs. Fairfax empfangen wird, um die kleine Französin Adèle zu unterrichten. Das kleine Mädchen ist ein Mündel des Hausherrn, Mr. Edward Rochester, dem Jane erst nach einigen Monaten bei einem Unfall im Wald begegnet.
Als sein Pferd beim Anblick von Jane scheut, wird Mr. Rochester abgeworfen und sein Bein unter dem Tier eingeklemmt. Sichtlich schlecht gelaunt reitet er fort, nachdem Jane ihm beim erneuten Aufsteigen geholfen hat. Die Begegnung im Haus erfolgt sehr distanziert, denn Mr. Rochester gibt sich kühl und deutlich genervt. Doch Jane ist eine starke Persönlichkeit mit einer eigenen Meinung und lässt sich nicht aus der Ruhe bringen.
Eines Nachts bricht auf unerklärliche Weise ein Feuer im Schlafzimmer von Mr. Rochester aus. Jane wird durch ein Geräusch aus dem Schlaf gerissen und rettet ihm das Leben. Trotz seiner distanzierten Haltung fühlt sie sich sehr zu dem Mann hingezogen und versteht es, sein weichherziges Inneres zu Tage zu bringen. Auch spürt sie seine Zuneigung, dennoch macht er der schönen Blanche Ingram den Hof. Jane fügt sich in ihr Schicksal und verwirft den Gedanken einer gemeinsamen Zukunft. Als Edward ihr aus heiterem Himmel einen Antrag macht, nimmt sie ihn nach langem Zögern an.
Das Glück scheint perfekt, die Hochzeit findet statt. Doch während der Trauung wird die Zeremonie von einem älteren Herrn unterbrochen, der sich als Anwalt des Bruders von Bertha Mason, einer Kreolin aus Jamaika, zu erkennen gibt. Diese ist legal mit Edward verheiratet, so dass die Ehe zwischen ihm und Jane nicht geschlossen werden kann. Sie kehren auf das Anwesen zurück und Mr. Rochester führt die Gruppe zu den Dachkammern. Dort ist Bertha seit 15 Jahren eingesperrt, da sie schizophren und gewalttätig ist. Edward nennt sie „seinen eigenen Dämon“; sie erleidet einen Wutanfall und muss von Edward und einer Bediensteten festgehalten werden. Jane rennt verletzt aus dem Raum, zieht ihr Brautkleid aus und bricht in Tränen aus. Spät nachts steht sie auf und entdeckt Edward, der vor ihrer Tür sein Lager aufgeschlagen hat, um ihr zu zeigen, dass sich nichts Wesentliches verändert habe, da sie sich immer noch lieben. Jane jedoch ist nicht bereit, ihre Selbstachtung aufzugeben und vor der ganzen Welt als seine Geliebte zu gelten.
Nun wird wieder zur ersten Szene geblendet, in der Jane wegläuft. Es folgt der nächste Abschnitt der Handlung, in der Jane als Lehrerin in der Dorfschule für Mädchen arbeitet, die Mr. St. John Rivers gegründet hat. Am späten Abend klopft es an der Tür; Jane öffnet und glaubt für einen Moment, der sich in einer kurzen Vision eines Wiedersehenskusses ausdrückt, Edward stehe davor, doch es ist St. John. Dieser teilt ihr mit, der Anwalt Mr. Brix suche nach einer Jane Eyre, da ihr Onkel aus Madeira verstorben ist und ihr sein gesamtes Vermögen von 20.000 Pfund hinterlassen hat. Sie bietet St. John und seinen Schwestern je 5.000 Pfund, da sie ihr damals geholfen haben und sie wie eine Schwester mit ihm und seinen Schwestern im Haus in der Einöde zusammenleben möchte. Er nimmt das Angebot an, seine Schwestern kehren in das Haus zurück, jedoch nach kurzer Zeit möchte er seiner eigentlichen Bestimmung folgen und als Missionar nach Indien gehen. Er will Jane mitnehmen und sie zu seiner Frau machen, doch sie lehnt ab, da sie ihn nur wie einen Bruder liebt, und geht. Sie glaubt, Edward rufe im Wind nach ihr. Als sie nach Thornfield zurückkehrt, ist das Anwesen jedoch nur noch eine verkohlte Ruine. In der Ruine trifft sie auf die offensichtlich dort verbliebene Mrs. Fairfax, die ihr erzählt, dass Bertha aus dem Zimmer fliehen und das Haus in Brand stecken konnte. Edward habe versucht, auch sie (Bertha) aus den Flammen zu retten, was ihm aber nicht gelungen sei. Jane fragt Mrs. Fairfax nach dem Aufenthalt von Edward. In der Schlussszene sitzt Edward in verwahrlostem Zustand mit einem Hund unter einem Baum. Als Jane sich ihm nähert, erkennt sie, dass er sein Augenlicht verloren hat. Jane und er finden endlich zueinander und werden ein Paar.

## Produktion
Der Film ist eine Co-Produktion zwischen BBC Films, Focus Features und Ruby Films. Das Skript von Moira Buffini erschien 2008 in der „Brit List“, einer auf die Filmindustrie bezogenen Auflistung der am besten produzierten Drehbücher britischer Filme.
Die Geschichte ist durchsetzt von Rückblenden (Flashbacks). Im Oktober 2009 wurde bekannt, dass Cary Joji Fukunaga die Regie übernehmen wird. Ebendieser promotete in England einen anderen Film, als er BBC begegnete und von deren Vorhaben einer neuen Adaption erfuhr. Die Filmemacher beschlossen, die Gothicelemente besonders hervorzuheben. Fukunaga äußerte, er habe einige Zeit mit dem Lesen des Romans und dem Versuch, zu verstehen, was Charlotte Brontë beim Schreiben gefühlt haben muss, verbracht. „Diese Art von Grusel, die sich durch die gesamte Story zieht, und dunkle Seiten wie diese sind sehr selten. Es wird wie eine normale Romanze abgetan, doch ich denke, es steckt weitaus mehr dahinter.“
Der Trailer des Films wurde mit der Titelmelodie aus dem Soundtrack von Dario Argentos Horrorfilm Suspiria (1977) hinterlegt.

## Besetzung
Mia Wasikowska übernahm die Titelrolle. Fukunaga und die Produzenten hatten den Wunsch, die Rolle der Jane Eyre mit einer Schauspielerin in Janes Alter zu besetzen. Fukunaga war von Wasikowskas „Ausdruck von Wachsamkeit in den Augen“ und ihrer „Darstellung der inneren Zerrissenheit“ begeistert. Michael Fassbender übernahm an ihrer Seite die männliche Hauptrolle. Er war Fukunagas erste Wahl.

## Verfilmung
Die Dreharbeiten wurden am 22. März 2010 begonnen, sie dauerten bis Mitte Mai. Drehorte waren unter anderem London, verschiedene Lokalitäten in Derbyshire, wie Chatsworth House, Haddon Hall, Derbyshire Dales, Froggatt Edge und das „Fox House“ in Sheffield. Dario Marianelli, Gewinner des Academy Award, komponierte die Filmmusik. Michael O’Connor, ebenfalls ein Gewinner des Academy Award, entwarf die Kostüme. Obwohl die Handlung in den späten 1830er Jahren spielt, wurde der Kleidungsstil von 1843 verwendet. Fukunaga kommentierte, „der Kleidungsstil der 30er war einfach furchtbar. Alle Frauen sahen aus wie eine Hochzeitstorte.“
Das Wetter während des Drehs auf Haddon Hall war sehr kalt, sodass Fukunaga in Sorge war, Wasikowska könnte eine Hypothermie (Unterkühlung) erleiden, als er am zweiten Tag die Regenszene drehte. Trotzdem konnte er sich nicht vorstellen, die Szene an einem anderen Ort aufzuzeichnen, da Nordengland mit Yorkshire und Derbyshire, den Mooren und Tälern wie aus „einem Tim-Burton-Horror wirkte“ und somit perfekt schien.

## Veröffentlichung
Focus Features besitzt die Rechte. Der englische Trailer erschien im November 2010. In Deutschland wurde er ca. 4 Wochen vor dem Filmstart ausgestrahlt. Laut Fukunaga existiert ein Director’s Cut, welcher ungefähr 2,5 Stunden dauert. Die finale Version wurde auf 2 Stunden Spielzeit gekürzt.

## Rezeption
Der Film erhielt überwiegend positive Kritiken:

„Elegant verbindet der Film Horror, Krimi, Liebes-, Psycho- und Emanzipationsdrama und fesselt als eine Lesart des viktorianischen Klassikers, die weniger auf die dramatischen Eckpunkte als auf die psychologische Durchdringung vor allem der weiblichen Hauptfigur setzt. Sowohl die Kamera als auch die Musik, vor allem aber die großartigen Darsteller machen die Gefühlswelten der Figuren dabei intensivst transparent.“

„‚Jane Eyre‘ ist kein verstaubtes Kostümdrama, sondern das kunstvoll arrangierte Porträt einer nur äußerlich unscheinbaren Frau, die unter widrigen Umständen nie ihre Selbstachtung verliert und voller Leidenschaft darauf besteht, gleichberechtigt behandelt zu werden. Das macht sie zu einer zeitlosen Figur und zu einer frühen Vorkämpferin des Feminismus. Fazit: Stilistisch und psychologisch überzeugende Neuinterpretation eines Klassikers.“

„Nun wagt sich auch der US-amerikanische Regisseur Cary Fukunaga an Brontës Erzählung – und schafft eine Neuinterpretation, die zu den stärksten Adaptionen des Romans von 1847 zählt. Mit intensiv aufspielenden Darstellern und konzentrierter Regie gelingt ihm ein bewegender, mysteriös-melancholischer Film über eine starke Persönlichkeit und eine sagenhafte Liebe.“

## Auszeichnungen (Auswahl)
- 2011 British Independent Film Awards für Mia Wasikowska als beste Schauspielerin
- 2011 Los Angeles Film Critics Association für Michael Fassbender als bester Schauspieler
- 2011 Satellite Award Nominierung von Michael O’Connor für das Beste Kostümdesign
- 2012 Evening Standard British Film Award für Michael Fassbender als bester Schauspieler
- 2012 Oscar-Nominierung in der Kategorie Bestes Kostümdesign für Michael O’Connor.